# Filippo I di Macedonia
Filippo I di Macedonia (in greco antico: Φίλιππος Α' ὁ Μακεδών?, composto da φίλος = "amico", "amante" + ίππος = "cavallo"), (VII secolo a.C. – 602 a.C.) fu uno dei primi re di Macedonia.
Regnante della dinastia argeade e figlio di Argeo I, salì al trono nel 640 a.C. dopo la morte del padre. Morì in battaglia contro gli Illiri. Secondo Eusebio, regnò per 33 anni e gli successe il figlio Aeropo I.